# ウィンドワード海峡の海戦
ウィンドワード海峡の海戦（ウィンドワードかいきょうのかいせん、英語: Battle of the Windward Passage）は七年戦争中の1760年10月17日から10月19日にかけて、イギリス艦隊とフランス艦隊の間で戦われた海戦。戦闘はカリブ海、キューバ東部とカプ＝フランセの間の海域で行われ、イギリスの勝利に終わった。

## 経過
1760年10月17日の夜明け時、50門艦ハンプシャー（艦長コニングスビー・ノーベリー）を旗艦としたチャールズ・ホームズ、28門フリゲートのボレアス（艦長サミュエル・ウーヴデール）、20門ポスト・シップのリヴリー（艦長フレデリック・ルイス・メイトランド）はウィンドワード海峡で発見したフランスの護送船団を攻撃しようとした。 フランスの護衛艦は32門フリゲートのシレーヌ、デュ・ド・ショワズール、プリンス・エドワード、フルール・ド・リース、そして20門コルベットのバルールであった。
イギリスはフランス艦隊を追跡したが、風が弱くて速度が出ず、戦列の一番前にあったボレアスがシレーヌに攻撃を仕掛けられたときにはすでに夜になっていた。しかし、フランスが砲撃してボレアスに損害を与えたことでボレアスは翌日午後までシレーヌに再び攻撃することができなかった。この2回目の攻撃ではボレアスが勝利して、死傷者80を出していた（後にほとんどが死亡）シレーヌを拿捕した。ボレアスの損害は戦死1人と負傷1人だけだった。
次の日、リヴリーはオール漕ぎでフランス戦列の一番後ろにあるバルールに追いついた。バルールの人員は160人で艦長はタルボットだったが、リヴリーはキューバの東端でバルールを追い越し、90分間の戦闘を経て降伏させた。リヴリーは戦死2、負傷0でバルールは戦死38、負傷25の損害を出した。
リヴリーの戦闘とほぼ同時、ハンプシャーはサン＝ドマング沖でデュボワ艦長のフリゲートのプリンス・エドワードを追跡していた。追跡にたまりかねた乗員180人は結局船を炎上、爆発させた。ベレヴァン艦長率いる乗員180のデュ・ド・ショワズールはポールドペに逃げ込んだ。ディグアルティ艦長率いる乗員190のフルール・ド・リースは19日に風下のところにある無防備の港で見つけられ、ディグアルティはハンプシャーに拿捕されることを防ぐために船を自沈させた。またフランス商船3隻（マリア、エリザベート、パーシュ）がイギリスに拿捕され、そのうち2隻は砂糖とインディゴを積載して、前日にカプ＝フランセを出たばかりだった。
事前に同意した通り、ケンブリッジ、ボレアス、フサール、ヴァイパーの5隻は拿捕した船5隻から鹵獲した戦利品を分けた。